# Wellstedia socotrana
Wellstedia socotrana là một loài thực vật thuộc họ Boraginaceae. Đây là loài đặc hữu của Yemen. Môi trường sống tự nhiên của chúng là sa mạc nóng.